# Kolabe
Kolabe is een bestuurslaag in het regentschap Kupang van de provincie Oost-Nusa Tenggara, Indonesië. Kolabe telt 1146 inwoners (volkstelling 2010).